# Мёнкебуде
Мёнкебуде (нем. Mönkebude) — община в Германии, в земле Мекленбург-Передняя Померания.
Входит в состав района Иккер-Рандов. Подчиняется управлению Ам Штеттинер Хаф. Население составляет 794 человека (2009); в 2003 г. — 832. Занимает площадь 34,23 км².
| Год  | Население |
| ---- | --------- |
| 1991 | 728       |
| 1995 | 699       |
| 2000 | 775       |
| 2005 | 813       |
| 2010 | 791       |